# Octavious Freeman
Pour les articles homonymes, voir Freeman.
Octavious Freeman (née le 20 avril 1992 à Lake Wales) est une athlète américaine, spécialiste du sprint. 

## Biographie
En 2012, lors des championnats de la NACAC des moins de 23 ans d'Irapuato, au Mexique, elle décroche la médaille d'argent dans l'épreuve du 100 m (11 s 20) et la médaille d'or dans celle du relais 4 × 100 m.  
En début de saison 2013, elle porte ses records personnels à 11 s 02 sur 100 m et à 22 s 57 sur 200 m. Lors des championnats des États-Unis disputés en juin 2013 à Des Moines, elle bat son record personnel en demi-finale (10 s 90) avant de rééditer cette performance quelques heures plus tard en terminant deuxième de la finale en 10 s 87 (+1,8 m/s), derrière English Gardner et devant Alexandria Anderson.

### Records
| Épreuve | Performance | Lieu       | Date         |
| ------- | ----------- | ---------- | ------------ |
| 100 m   | 10 s 87     | Des Moines | 21 juin 2013 |
| 200 m   | 22 s 55     | Greensboro | 25 mai 2013  |